# Italské prázdniny (film, 2003)
Italské prázdniny (v anglickém originále The Lizzie McGuire Movie) je americký komediální film z roku 2003. Režie se ujal Jim Fall a scénáře Susan Estelle Jansen, Ed Decter a John J. Strauss. Hlavní role hrají Hilary Duff, Adam Lamberg, Robert Carradine, Hallie Todd a Jake Thomas.

## Obsazení
- Hilary Duff jako Elizabeth Brooke "Lizzie" McGuire/Isabella Parigi
  - pěvecké party Isabelly Parigi Haylie Duff
- Adam Lamberg jako David Zephyr "Gordo" Gordon
- Robert Carradine jako Samuel "Sam" McGuire
- Hallie Todd jako Joanne "Jo" McGuire
- Jake Thomas jako Matthew "Matt" McGuire
- Yani Gellman jako Paolo Valisari
- Alex Borsteinová jako paní Angela Ungermeyer
- Clayton Snyder jako Ethan Craft
- Ashlie Brillault jako Katherine "Kate" Sanders
- Brendan Kelly jako Sergei
- Carly Schroeder jako Melina Bianco
- Daniel Escobar jako pan Escobar
- Jody Raicot jako Giorgio
- Terra MacLeod jako Franca DiMontecatini
- Claude Knowlton jako pódiový manažer

## Produkce
Film byl natáčený v Římě v Itálii na podzim roku 2002. Všichni herci si zopakovali své role ze stejnojmenného seriálu, kromě herečky Mirandy Sanchez, která seriál opustila po druhé řadě. O její postavě bylo řečeno, že je na dovolené se svojí rodinou v Mexico City.

## Přijetí

### Tržby
Film vydělal 42,7 milionů dolarů v Severní Americe a 12,8 milionů dolarů v ostatních oblastech, celkově tak vydělal 55,5 milionů dolarů po celém světě. Rozpočet filmu činil 17 milionů dolarů. Za první víkend docílil druhé nejvyšší návštěvnosti, kdy vydělal 17,3 milionů dolarů.

### Recenze
Na recenzní stránce Rotten Tomatoes získal z 98 započtených recenzí 41 procent. Na Česko-Slovenské filmové databázi snímek získal 42 procent.

### Ocenění a nominace
Hilary Duff za svou roli získala cenu Teen Choice Awards v kategorii Objev roku – herečka. Film získal nominace další nominace na TCA a to v kategoriích nejlepší filmová komedie a nejlepší herečka v komediálním filmu (Duff). Film získal nominaci na Leo Award v kategorii nejlepší vizuální efekty pro dramatický film.